# Pan-pan
Pan-pan är ett uttryck eller ett anrop som används främst av sjö- och luftfart, men även av andra farkoster, vid olika typer av nödsituationer.
Pan-pan används vid situationer som inte uppfyller kraven för ett nödanrop (mayday), vilket är det anrop som används vid omedelbar fara för förlust av liv och/eller farkost. Pan-pan används oftast vid mekaniska fel, men även till exempel om man har slut på drivmedel eller medicinska problem vilka kräver snarast assistans men inte utgör omedelbar fara. Vid medicinska nödsituationer (till exempel astma, hjärtinfarkt och dylikt) läggs suffixet "medico" till, alltså "pan-pan medico".
Ett pan-pan-anrop sänds, liksom mayday-anrop, inom luftfarten på nödfrekvens 121,5 MHz eller 243,0 MHz (obs AM) och inom sjöfarten via VHF-radio på kanal 16 (156,8 MHz) (obs FM) samt på MF/HF (2182, 4125, 6215, 8291, 12290, 16420 kHz). Det korrekta sättet att sända ett pan-pan-anrop är, som vid mayday-anrop, att upprepa frasen tre gånger:
pan-pan, pan-pan, pan-pan eller pan-pan-pan
Därefter skall man i första hand ange farkostens namn, position samt vilken typ av hjälp man behöver. I andra hand, om situationen så tillåter, även farkostens fart, riktning, antal passagerare samt vilka åtgärder man själv vidtagit och/eller planerar vidta. All kommunikation bör om möjligt ske på engelska.

## Exempel
PAN-PAN, PAN-PAN, PAN-PAN
Sierra Echo Charlie Papa Hotel
Two persons onboard
One zero miles north of Karlstad
Co-pilot has severe breathing problems, request ambulance at KARLSTAD AIRPORT
One eight zero KNOTS
Two six zero zero FEET
Request immediate landing at runway two one
Följande PAN-PAN meddelande sändes ifrån Helsinki Radio när M/S Estonia höll på att sjunka i Östersjön den 27 september 1994:
"Pan-pan, Pan-pan all stations, all stations, Pan-pan all stations, all stations Helsinki radio calling, Helsinki radio calling, Pan-pan, calling mayday 27th of September at two-three two-four GMT on two-one S two from passenger ship Estonia echo, sierra, tango, echo in position 59.22 north, 21.48 east. List of 20-30 degrees. All ships in vicinity should look out and inform coast guard on channel sixteen. Pan-pan Helsinki Radio".